# 聖西路球場
圣西罗球场（義大利語：Stadio San Siro），又称为朱塞佩·梅阿查球场（Stadio Giuseppe Meazza），是坐落于意大利米兰的一座足球场，距米兰市中心仅6公里。圣西罗是意甲历史三巨头中的两支球队AC米兰和国际米兰的主场。尽管体育场为了纪念30年代和40年代的著名意大利球员朱塞佩·梅阿查（Giuseppe Meazza），已经于1980年被正式命名为梅阿查球场，还是有很多人称其为圣西罗。
圣西罗球场被認為是世界上最著名的足球场之一，目前被評為UEFA四星級足球場，它曾經主辦1934年國際足協世界盃的三場比賽，1990年國際足協世界盃的開幕式和六場比賽，1980年歐洲國家盃的三場比賽，以及1965年、1970年、2001年和2016年四屆歐洲聯賽冠軍盃決賽。這座體育場還將主辦2026年米蘭和科爾蒂納·達姆佩佐冬季奧運會開幕式。

## 历史
圣西罗球场于1925年开始建造，地址在米兰大区中的圣西罗，当时球场原址计划兴建赛马场，由当时AC米兰主席皮耶罗·皮雷利所拥有，最后AC米兰决定该土地兴建球队的新主场，建筑师们便设计了一座专业的足球场（场内没有田径跑道）。整个球场的建设工程耗时一年，球场是由4个典型的英式支柱构造，可以最多容纳35,000个观众。建造工程使用了10,000公斤的水泥，3,500立方米的沙和1,500公斤的铁，于1926年9月19日正式落成完工。实际上，圣西罗球场起初属于AC米兰俱乐部，也只有AC米兰以它为主场。1935年，米兰市政府购买了圣西罗并重新装修了球场。国际米兰于1947年开始以圣西罗作为主场。
作为欧洲著名的足球圣殿，圣西罗球场被欧洲足联评为欧洲顶级的23座五星级球场之一。

### 近年
近年来，共同使用圣西罗的AC米蘭与國際米蘭在欧洲比赛中多次与AC米蘭在场地使用时间上冲突，2003-2006及2007-2008　4个赛季的欧联的16強中，國際米蘭的主场比赛都被延后一周，因为欧洲足协规定同一个球场不能连续2天进行比赛。但即使如此，圣西罗球场的草皮质量也因为2支球队频繁的参赛而被破坏的异常严重，球场的坑洼与草皮的被破坏，被认为严重的影响了AC米蘭与國際米蘭两支技术型球队的成绩。
为此，AC米蘭已有意建造新的主场，“AC米蘭将会以很专业的态度去建立新球场。新球场将以德甲沙尔克04的主场（位於）蓋爾森基興的维尔廷斯球场为蓝本。”AC米蘭副会长阿德里亚诺·加利亚尼于2005年尾说道：“尽管我们现在还在筹划阶段，但我们很认真。”
值得一提的是，國際米蘭原会长法切蒂也透露过國際兴建新球场的计划，但显然藍黑军团近期的主要精力放在如何提高竞技成绩上，没有太多的精力涉及新球场问题。加利亚尼谈道这点时说：“我们确实需要分开，國際会怎么做？他们将决定是否新建一个球场，或者仍然留在这里。”
另外，由于目前圣西罗球场的所有权属于米兰市政府，2支球队没有资格对球场进行改建，也没有资格在球场周围开办服务设施。AC米蘭高层对此很不满意，加利亚尼已经写好了有关新球场的计划。“现在我们每年通过票房收入只有£15,000,000，而曼联已经达到了£80,000,000！”他表示新球场建成之后，AC米蘭的票房收入会增加很多，“圣西罗只有15个贵宾包厢，这已经不适合现代球场的要求了。”
2023年9月27日，AC米蘭主席保羅-斯卡羅尼宣佈球會已提交方案，在米蘭南部郊區圣多纳托-米拉内塞新建一座可容納70,000人的球場外，還將建設一座球會博物館、一家AC米蘭商店、新總部、一家酒店和一個娛樂區，以及一個用於生產可持續電力的能源中心。
2026年冬季奧運開幕式將在此舉行。

## 球场数据
- 长度：105 米
- 宽度：68 米
- 启用：1926年9月19日
- 容纳人数：75,923，全座位
- 地址：Via Piccolomini 5, 20151 Milan

## 著名比赛
- 1934年6月3日 意大利 - 奥地利 1-0（1934年世界杯半决赛）
- 1949年11月6日 国际米兰 - AC米兰 6-5（意甲）
- 1965年5月12日 国际米兰 - 利物浦 3-0（欧洲冠军杯半决赛）
- 1965年5月27日 国际米兰 - 本菲卡 1-0（欧洲冠军杯决赛）
- 1969年5月3日 AC米兰 - 曼联 2-0（欧洲冠军杯半决赛）
- 1970年5月6日 飛燕諾 - 凯尔特人 2-1（欧洲冠军杯决赛）
- 1989年4月19日 AC米兰 - 皇家马德里 5-0（欧洲冠军杯半决赛）
- 1990年6月8日 喀麦隆 - 阿根廷 1-0（1990年世界杯揭幕战）
- 1990年6月24日 德國 - 荷蘭 2-1（1990年世界杯16強战）
- 1991年5月8日 国际米兰 - 罗马 2-0（欧洲联盟杯决赛第一回合）
- 1994年5月11日 国际米兰 - 萨尔斯堡 1-0（欧洲联盟杯决赛第二回合）
- 1995年5月17日 尤文图斯 - 帕尔玛 1-1（欧洲联盟杯决赛第二回合）
- 1997年5月21日 国际米兰 - 沙尔克04 1-0（点球决胜1-4）（欧洲联盟杯决赛第二回合）
- 2001年5月13日 国际米兰 - AC米兰 0-6（意甲）
- 2001年5月23日 拜仁慕尼黑 - 瓦伦西亚 1-1（点球决胜5-4）（欧洲冠军联赛决赛）
- 2003年5月7日 AC米兰 - 国际米兰 0-0（欧洲冠军联赛半决赛第一回合）
- 2003年5月13日 国际米兰 - AC米兰 1-1（欧洲冠军联赛半决赛第二回合）
- 2005年4月6日 AC米兰 - 国际米兰 2-0（欧洲冠军联赛1/4决赛第一回合）
- 2005年4月12日 国际米兰 - AC米兰 0-3（欧洲冠军联赛1/4决赛第二回合）
（由于国际米兰球迷向场内投掷物品，AC米兰门将迪达被烟火击伤，比赛在第73分钟被终止。国际米兰被欧足联判0-3负。）
- 2005年5月11日 国际米兰 - 罗马 1-0（意大利杯决赛第二回合）
- 2005年12月11日 国际米兰 - AC米兰 3-2（国际米兰打破三年联赛德比不胜记录）
- 2007年5月2日 AC米兰 - 曼联 3-0（欧洲冠军联赛半决赛第二回合）
- 2009年8月29日 AC米兰 - 国际米兰 0-4（意甲）
- 2010年1月24日 国际米兰 - AC米兰 2-0（9人国际米兰战胜对手）
- 2010年4月21日 国际米兰 - 巴塞罗那 3-1（欧洲冠军联赛半决赛第一回合）
- 2016年5月28日，皇家马德里 - 马德里竞技 1-1 （点球决胜5–3）（2016年歐洲冠軍聯賽決賽）
- 2023年5月 国际米兰 - AC米蘭 3-0（欧洲冠军杯半决赛两回合）

## 趣闻
由于AC米兰和国际米兰均为意甲的老牌强队，两队也有过在欧洲冠军联赛淘汰赛相遇的记录。当二者在欧洲冠军联赛淘汰赛相遇时，双方两场比赛均为“主场”，但仍需通过抽签决定谁先主后客或先客后主。其中2002–03年欧洲冠军联赛半决赛双方相遇，两回合分别战成0-0和1-1。由于抽签结果为AC米兰先主后客，因此AC米兰最终以作客入球制晋级。

## 圣西罗球场的照片

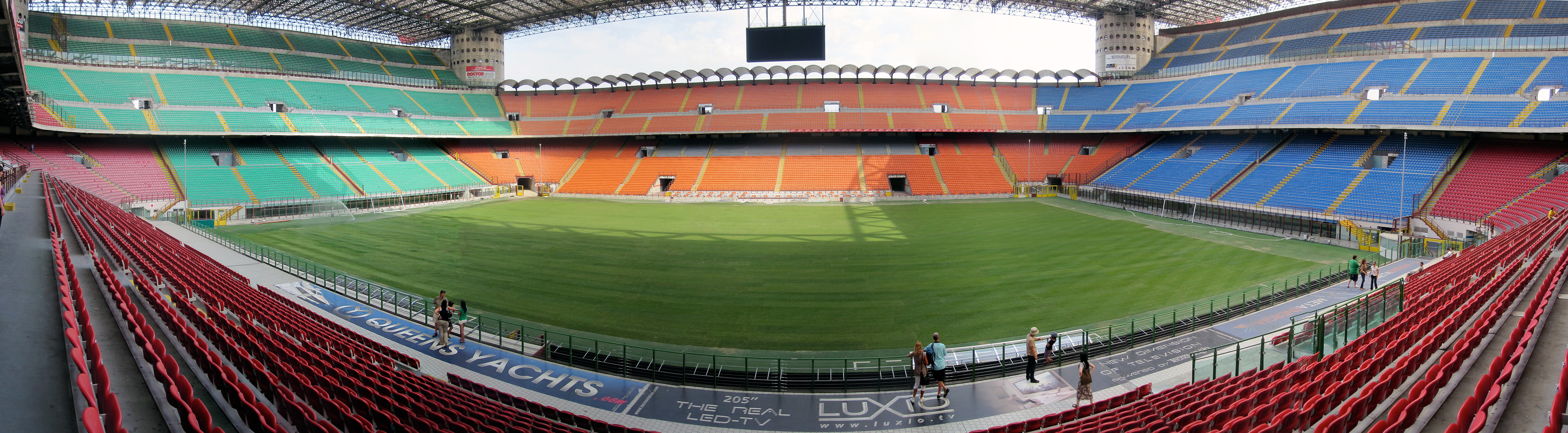
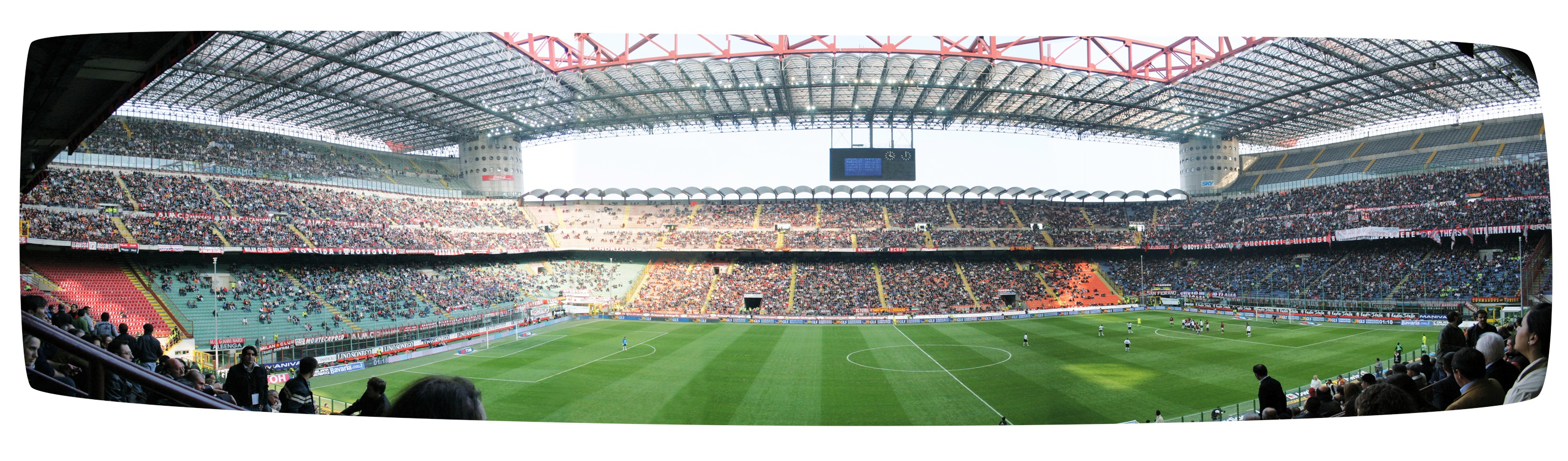
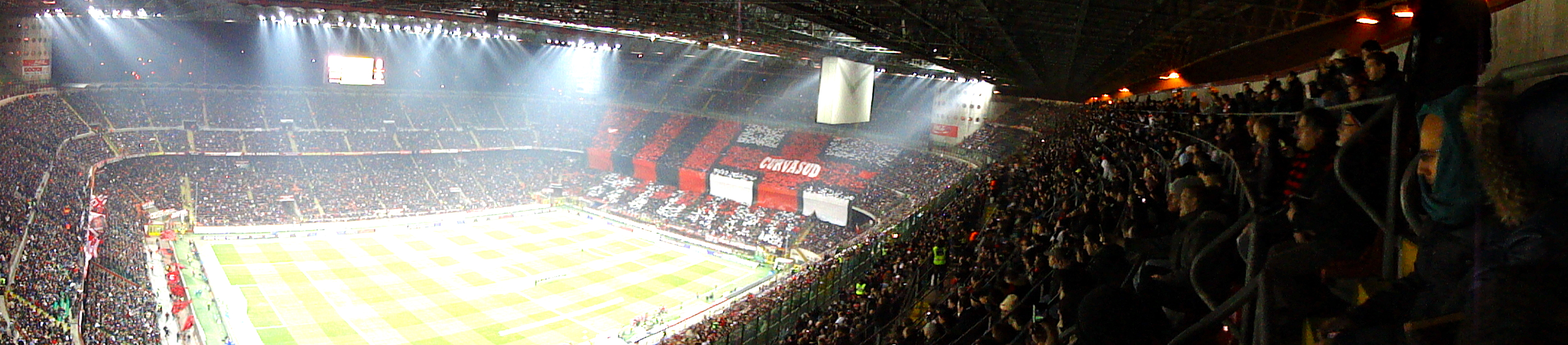
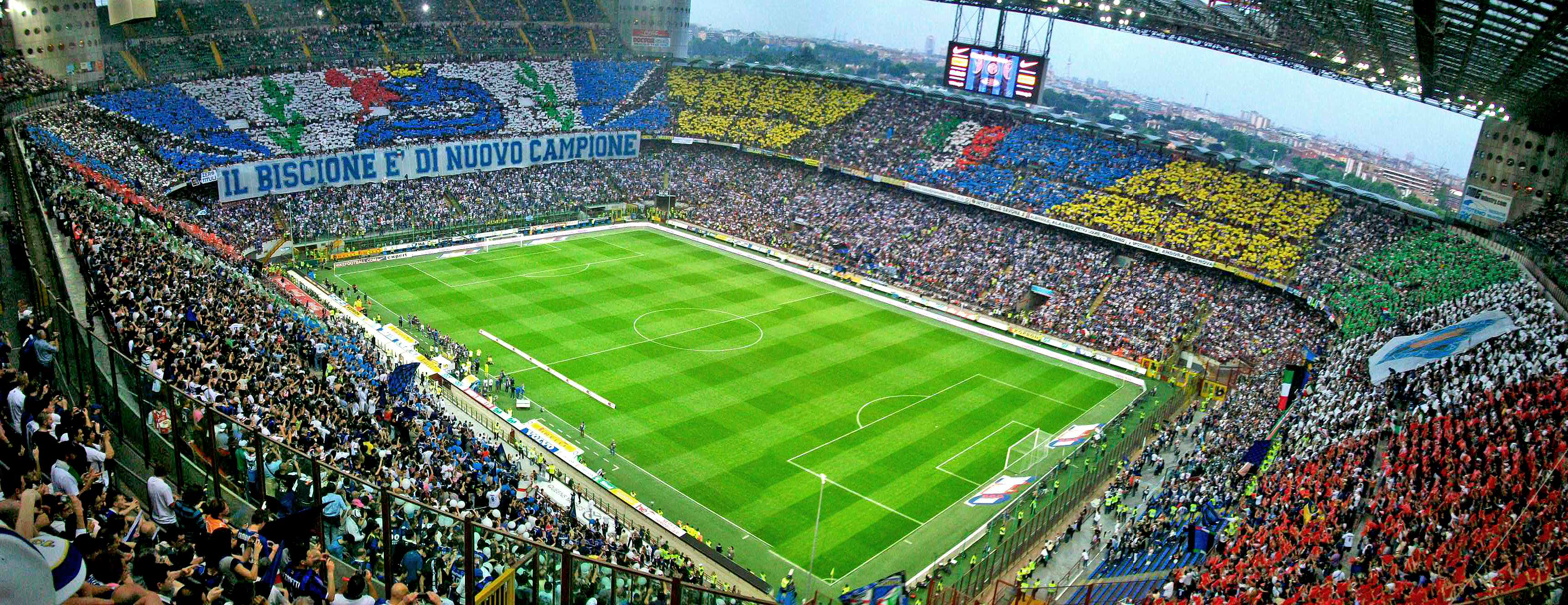